# Dictyochaetopsis gonytrichoides
Dictyochaetopsis gonytrichoides är en svampart som först beskrevs av Shearer & J.L. Crane, och fick sitt nu gällande namn av Whitton, McKenzie & K.D. Hyde 2000. Dictyochaetopsis gonytrichoides ingår i släktet Dictyochaetopsis och familjen Chaetosphaeriaceae.   Inga underarter finns listade i Catalogue of Life.